# Brewster (Massachusetts, város)
Brewster város az USA Massachusetts államában, Barnstable megyében. Lakosainak száma 10 318 fő (2020. április 1.).

## Népesség
A település népességének változása:
| Lakosok száma | 1525 | 10 094 | 9820 | 10 318 |
|               | 1850 | 2000   | 2010 | 2020   |